# Ubaldo Néstor Sacco
Ubaldo Néstor Sacco (Buenos Aires, 28 de julio de 1955 - Mar del Plata, 28 de mayo de 1997) fue un boxeador profesional argentino que llegó a consagrarse campeón mundial de los pesos superligeros por la AMB.

## Biografía
Practicó varios deportes como básquetbol, natación y vóleibol entre otras disciplinas deportivas, pero eligió el boxeo, al igual que su padre. Los excesos en su vida fueron muchos: adicto a las drogas desde los trece años (cuando comenzó a fumar marihuana) y peleador (desde joven solía pelear luego de emborracharse). Hincha de Alvarado, club más popular de la ciudad, es reconocido por su gente con un importante mural en la calle Guido.
Falleció en Mar del Plata tras una lucha con cáncer nasal, derivado del sida. Fue internado de urgencia por meningitis, ésta derivó en una sepsis que finalmente le produjo un paro cardiorrespiratorio. Es considerado uno de los mejores deportistas marplatenses de la historia Fue enterrado en el cementerio Colinas de Paz de Mar del Plata.

## Carrera
Conocido popularmente como "Uby", Ubaldo Sacco comenzó su carrera profesional en 1978, siendo en los años ochenta campeón argentino y sudamericano.

### Hatcher vs Sacco
El 15 de diciembre de 1984 en Fort Worth, combate por el título mundial wélter junior AMB ante el local Gene Hatcher. Pierde por decisión dividida.

### Hatcher vs Sacco II
El 21 de julio de 1985 se realiza la revancha frente a Gene Hatcher en el famoso casino de Campione d'Italia. Esta vez ganó el título mundial de la Asociación Mundial de Boxeo en la categoría Wélter Jr. por knock out técnico en el noveno asalto.

### Sacco vs Oliva
El 15 de marzo de 1986, luego de una larga historia de excesos, malos entrenamientos y problemas con la balanza, el italiano Patrizio Oliva lo venció por puntos, arrebatándole el título. Luego de esta derrota abandonó el boxeo sin volver a subir profesionalmente a un cuadrilátero.
-Carrera Amateur.
Record de 37 victorias, 2 derrotas y 3 empates.
Disputó su primera pelea amateur a los 14 años en el Ring del Estadio Bristol de Mar del Plata; Combate muy reñido, el cual ganó por puntos ante el Balcarceño Bruñon.